# Toni Bianco
Ottorino Bianco, conhecido como Toni Bianco (Concordia Sagittaria, 8 de janeiro de 1931), é um empresário e projetista automobilístico italiano, radicado no Brasil.

## Biografia
Construtor de automóveis esportivos, nasceu na província de Veneza, na Itália, no início a década de 1930, e com a devastação de sua terra natal pela Segunda Guerra Mundial e a falta de oportunidades, mudou-se para o Brasil no início da década de 1950. 
Estabelecendo-se em São Paulo, inicialmente trabalhou em bancos e como operário na construção de casas de madeira, até empregar-se numa oficina mecânica no bairro da Bela Vista. Nesta oficina, começou sua aprendizagem com mecânica de automóveis e logo em seguida, passou a trabalhar na oficina dos irmãos Losacco (parentes de Giuliano Losacco), que já envolviam-se com competições automobilísticas no Brasil. Com Victor Losacco, aprendeu a projetar veículos e convivendo com Chico Landi, envolveu-se no meio. Em 1955, ajudou na construção de um carro esportivo para o piloto Celso Lara Barberis e no ano seguinte, construiu, em parceria com Victor Losacco, um monoposto para o piloto Ciro Cayres.
Em 1957 começou a preparar veículos em chassis tubulares para competição de provas de Mecânica Nacional. Em 1959 passou a trabalhar na Escuderia Tubularte, onde projetou o primeiro Fórmula Júnior brasileiro, com chassi próprio, motor Porsche e suspensão Volkswagen. Em 1962 criou, com Chico Landi, a Indústria de Automóveis Brasil, onde passou a fabricar o Fórmula Júnior, porém com motores nacionais.
Mais tarde, abriu, com Luiz Greco, a Bino-Samdaco, revendedora Ford que preparava carros Corcel vendidos como Corcel Bino. Em 1970 criou a Fúria Auto Esporte Ltda., onde passou a montar o esportivo Fúria e, mais tarde desenhou o Fúria GT a pedido da FNM.
Em 1974, a Fúria Auto Esporte encerrou suas atividades e Toni criou a Toni Bianco Competições, em Diadema onde continuou preparando carros de competição. 
Em 1976, lançou no X Salão do Automóvel, o Bianco S, versão urbana do Fúria. O Bianco S teve grande sucesso, sendo vendidas mais de 180 unidades. O carro tinha carroceria de plástico reforçado com fibra de vidro montada sobre a plataforma Volkswagen Brasília, motor 1.600 cc de dupla carburação e 65 cv. Além disso, trazia vidros elétricos, revestimento interno em couro e para-brisa verde laminado com antena embutida (pela primeira vez no Brasil).
Em 1978, lançou o Bianco SS, com pequenas alterações externas, novo painel de instrumentos, novos bancos de couro e cintos de segurança de três pontos. Bianco vendeu sua fábrica para a Tarpan Indústria e Comércio de Fiberglass, pois não tinha estrutura para atender à grande demanda.
Toni desenhou, ainda em 1978, uma réplica do Fiat X1/9 para a Corona, da qual era Diretor. Essa réplica foi comercializada com o nome Dardo F 1.3. Em 1983 projetou a primeira minivan brasileira, a Grancar Futura. 
Em 2017 lançou o modelo Bruna.